# Sidney S. Culbert
Sidney Spence Culbert (Miles City, Montana, 1913 − 28 d'octubre de 2003) va ser un lingüista, psicòleg i esperantista. La família de Culbert es traslladà a Tacoma, Washington l'any 1923 i van viure a Tacoma i Seattle la major part de la seva vida.
Va fer la recerca del nombre de parlants de diversos idiomes de tot el món (per mostra estratificada) i va contribuir a la secció del World Almanac sobre "Els principals idiomes del món" (Principal Languages of the World). Va ser Professor Associat de Psicologia a la Universitat de Washington (Seattle). També va fer estudis sobre la percepció, contribucions que van influir en el disseny dels instruments de la carlinga del Boeing 707. Va treballar en el camp de la psicolingüística del llenguatge.